# Jyothi Lakshmi
Jyothi Lakshmi (Conjiverão, 9 de novembro de 1948 — Chennai, 8 de agosto de 2016) foi uma atriz de cinema, cantora e dançarina indiana protagonista de mais de 300 filmes. Sua estreia como atriz foi em Periya Idathu Penn, de T.R. Ramanna. No início da década de 1970, ela foi bem conhecida por seus papéis principais e músicas em filmes Telugos, Tâmeis, Canareses e Malaialas. Ela também atuou em filmes de ação voltado para mulheres.